# Wadōkaichin

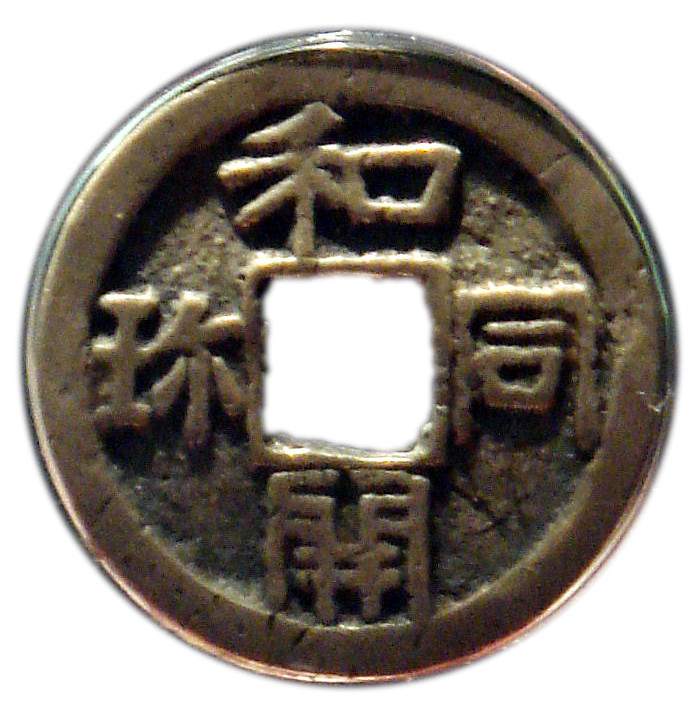
Moeda de prata wadōkaichin (和同開珎), século VIII, Japão. Museu da Moeda do Japão.

Wadokaichin (和同開珎), também romanizado como Wado-kaichin ou chamado Wado-kaihō, é a moeda oficial japonesa mais antiga, mencionada pela primeira vez em 29 de agosto de 708 por ordem da Imperatriz Genmei. Por muito tempo foi considerada o primeiro tipo de moeda produzida no Japão. Análises de várias descobertas de Fuhon-sen (富夲銭) em Asuka mostraram que essas moedas foram fabricadas a partir de 683.

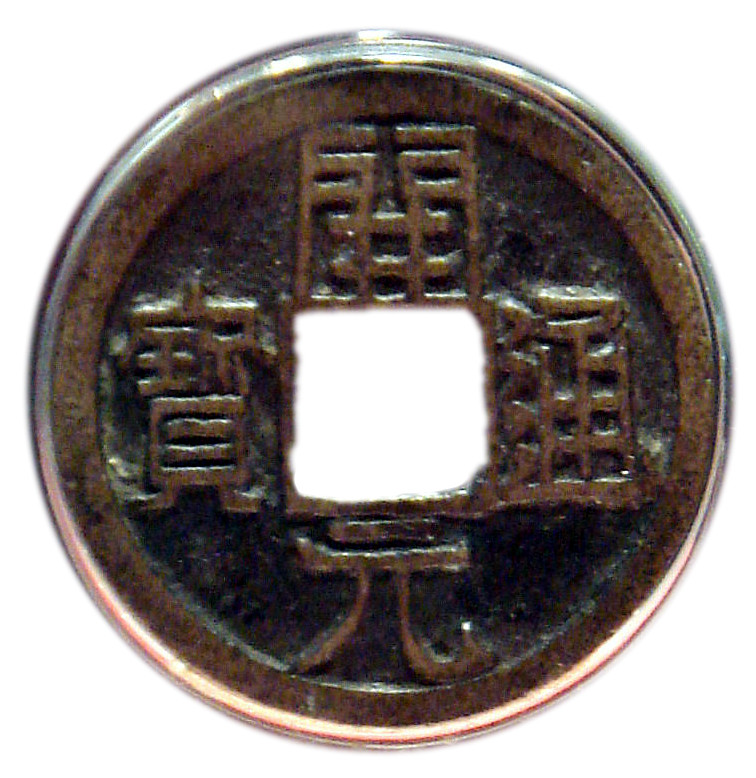
A moeda chinesa Kāiyuán Tōngbǎo (開元通寶), cunhada pela primeira vez em 621 d.C. em Chang'an, foi o modelo para o wadōkaichin japonês.

## Descrição

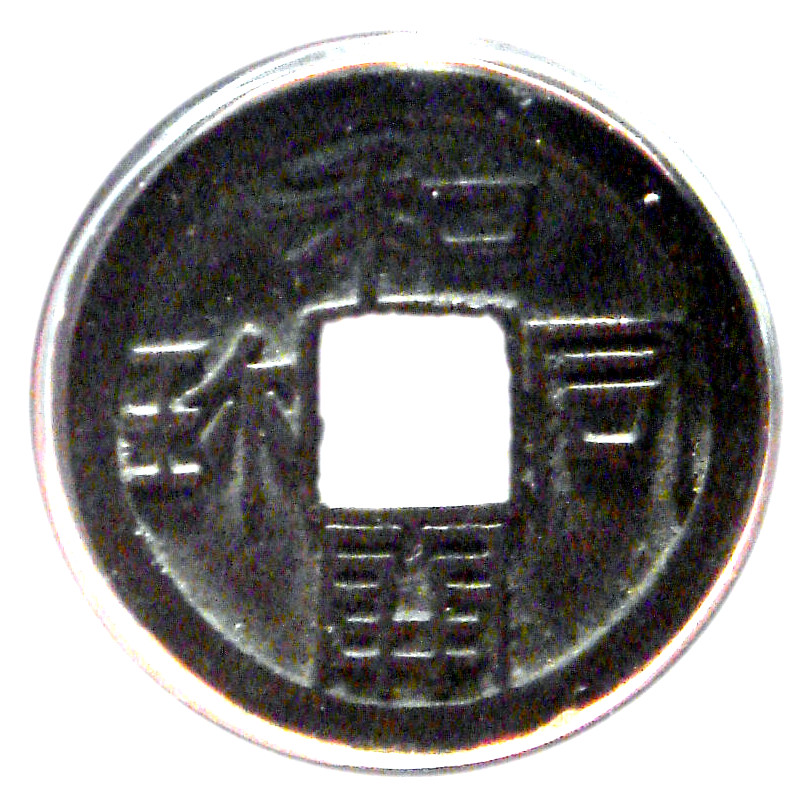
Moeda de cobre Wadokaichin.

O wadokaichin foi produzido pela primeira vez após a descoberta de grandes depósitos de cobre no Japão durante o início do século VIII.
As moedas, redondas com um furo quadrado no centro, permaneceram em circulação até 958 d.C. Estas foram as primeiras de uma série de moedas chamadas coletivamente de jūnizeni ou kōchō jūnisen (皇朝十二銭).
Esta moeda foi inspirada na moeda da dinastia Tang chinesa (唐銭) chamada Kaigen Tsūhō (chinês: 開元通宝, Kāiyuán tōngbǎo ), cunhada pela primeira vez em Chang'an em 621 d.C. O wadōkaichin tinha as mesmas especificações da moeda chinesa, com diâmetro de 2,4 cm e peso de 3,75 g.